# Anchicremna eulidias
Anchicremna eulidias är en fjärilsart som beskrevs av Edward Meyrick 1926. Anchicremna eulidias ingår i släktet Anchicremna och familjen vecklare. Inga underarter finns listade i Catalogue of Life.